# Christian Ruby
Pour les articles homonymes, voir Ruby (homonymie).
Vous pouvez aider à l'améliorer ou bien discuter des problèmes sur sa page de discussion.
- Il ne cite pas suffisamment ses sources. Vous pouvez indiquer les passages à sourcer avec {{référence nécessaire}} ou {{Référence souhaitée}}, et inclure les références utiles en les liant aux notes de bas de page. (Marqué depuis mai 2024)
- Il n’est pas rédigé dans un style encyclopédique. (Marqué depuis octobre 2023)

- Archive Wikiwix
- Bing
- Cairn
- DuckDuckGo
- E. Universalis
- Gallica
- Google
- G. Books
- G. News
- G. Scholar
- Persée
- Qwant
- (zh) Baidu
- (ru) Yandex
- (wd) trouver des œuvres sur Wikidata

Christian Ruby est un philosophe et enseignant français, né le 2 février 1950.

## Biographie
Philosophe, Docteur en philosophie, enseignant en philosophie (depuis 1975[réf. souhaitée]). Actuellement[Quand ?] chargé de cours à l'ESAD-TALM site de Tours, membre de la commission recherche du ministère de la Culture. Il participe à plusieurs organisations : membre fondateur[réf. souhaitée] de l’association les Architoyens (2005), membre de l'association pour le Développement de l'Histoire culturelle (ADHC, 2006), de l’association Entre-Deux (Nantes) et de l’association tunisienne d’esthétique et de poïétique (ATEP), membre des comités de rédaction des revues Espaces-Temps Les Cahiers (1993-2005), Bulletin critique du livre en langue française (1985-2008), Mercure (2006-2008), ancien directeur de la revue Raison présente (dont il est membre du comité de rédaction depuis 1974), collaborateur régulier des revues Marianne (1999-2001) et Urbanisme (1996-2012), Questions de communication, collaborateur régulier des sites Le Spectateur européen (depuis 2005) et Nonfiction (depuis 2010), sur lequel il tient une chronique régulière Arts et Sciences (brève), en outre des comptes-rendus d’ouvrages récents[source secondaire souhaitée], il intervient à l’Institut des hautes études en arts plastiques (Session IX, 2013-2015). Il a entrepris un travail (2013-2014) en collaboration avec l’artiste Laurent Mulot, sur le thème Arts et Sciences.
Il mène aussi des interventions au CEA Grenoble autour d’une résidence d’artiste, et au Mac/Val, auprès d’élèves et d’enseignants, autour du nouvel accrochage de la collection[précision nécessaire] (2009 à 2011). Il est rapporteur d’une recherche sur la Condition post-hospitalière (2009), commissaire d’expositions (Tool Box, 2008 ; Urbanisme, 1979) et appelé à collaborer à Carnets d’adresses, 2001 (Musée de Louviers, 2001).
Collaborateur régulier[réf. nécessaire] de l’Observatoire des politiques culturelles (OPC, Grenoble) (depuis 2000) et chargé de cours à l’antenne parisienne de l’université de Chicago (2000 à 2003), ainsi que chargé de cours sur le serveur audiosup.net de l’université de Nanterre (Paris X, 2000-2003), il est le créateur d’un atelier de philosophie à la prison de Villepinte, 1999-2000[réf. souhaitée].
Enseignant à l’ARSEC (Lyon)-Université de Lyon 2 (de 1996 à 2003)[réf. nécessaire], membre du comité scientifique de l'institut pour l'Art et la Ville, dès sa fondation, puis, de 1985 à 2001, rédacteur en chef de la revue de l’Institut, Mégalopole (1985-2001), il rejoint l’émission de radio de Yves Peyraut Radio libertaire en 1985, puis reprend les émissions après le décès de ce dernier (jusqu’en 2005). Il a commencé, outre l’enseignement classique, par être Enseignant à l’École d’Infirmières de Versailles (sociologie) et Collaborateur de l’agence d’architecture et d’urbanisme René Guitton[réf. nécessaire].

## Œuvres
- La fécondité du vide, Essai sur l'existence, la politique et la création, MKF Editions, 2024  (ISBN 978-2-493458-02-5)[3].
- "Des cris dans les arts plastiques" de la renaissance à nos jours, Bruxelles, La Lettre volée, Mai 2022,  (ISBN 978-2-87317-596-2)[4].
- Circumnavigation en art public à l'ère démocratique, Grigny, Éditions Naufragés éphémères, 2021  (ISBN 978-2-490447-06-0).
- Introduction aux philosophies de la politique, Paris, La Découverte, 2021  (ISBN 978-2-348-06893-5)[5].
- "Criez, et qu'on crie!" neuf notes sur le cri d'indignation et le dissentiment, Bruxelles, La Lettre volée, 2019,  (ISBN 978-287317541-2)[6].
- Tocqueville, De la Démocratie en Amérique, Tome 2 Livre 4, commentaire détaillé, Paris, Ellipses, 2019  (ISBN 9782340030619).
- Devenir spectateur ?, Toulouse, Éditions de l'Attribut, 2017  (ISBN 9782916002477)[7].
- Abécédaire des arts et de la culture, Toulouse, Éditions de l'Attribut, 2015  (ISBN 9782916002309)[8].
- Hume, Dissertation sur les passions, commentaire détaillé, Paris, Ellipses, 2015  (ISBN 9782340005389).
- Spectateur et politique, D'une conception crépusculaire à une conception affirmative de la culture, Bruxelles, La Lettre volée, 2014,  (ISBN 978-287317436-1).
- Clausewitz, De la guerre, Livre I, Introduction et commentaire de Christian Ruby, Paris, Ellipses, 2014  (ISBN 9782729887919).
- Henri Bergson : Chapitre II : De la multiplicité des états de conscience, extrait de l' Essai sur les données immédiates de la conscience, Introduction et commentaire de Christian Ruby, Paris, Ellipses, 2013  (ISBN 978-2-7298-82372).
- Henri Bergson : Essai sur les données immédiates de la conscience , Introduction et commentaire de Christian Ruby, Paris, Ellipses  (ISBN 978-2729880842).
- La figure du spectateur, Éléments d'histoire culturelle européenne, Paris, Amand Colin, 2012  (ISBN 978-2200281441).
- Le Phèdre de Platon, La parole, commentaires de Christian Ruby, Paris, Ellipses, 2012  (ISBN 978-2-7298-73707).
- L’archipel des spectateurs, Besançon, Éditions Nessy, 2012  (ISBN 979-1091110013).
- Blaise Pascal, Pensées sur la justice, Commentaire de Christian Ruby, Paris, Ellipses, 2011,  (ISBN 978-2-7298-6544-3).
- La condition posthospitalière, Repenser l’hôpital public-privé sous la condition de la culture, Équipe Ruby/Grout/Théval, Lille, 2009[9].
- Réélaborer la question de la politique, Bruxelles, PAC, 2009 (accessible sur Internet, site Présence et action culturelle, Bruxelles).
- L’interruption, Jacques Rancière et la politique, Paris, La Fabrique, 2009, traduit en Argentin (Ed. Prometeo Libros),  (ISBN 9782913372955).
- La question de la culture, Bruxelles, PAC, 2008 (accessible sur Internet, site Présence et action culturelle, Bruxelles).
- Devenir contemporain ? La couleur du temps au prisme de l’art, Paris, Éditions Le Félin, 2007,  (ISBN 2-86645-642-4).
- L’âge du public et du spectateur, Essai sur les dispositions esthétiques et politiques du public moderne, Bruxelles, La Lettre volée, 2006.
- Schiller ou l’esthétique culturelle. Apostille aux Nouvelles lettres sur l’éducation esthétique de l’homme, Bruxelles, La Lettre volée, 2006.
- Nouvelles Lettres sur l’éducation esthétique de l’homme, Bruxelles, La Lettre volée, 2005,  (ISBN 2-87-317-258-4).
- Expérience ou exercice de l’art, en collaboration avec l’artiste Slimane Raïs, Genouilleux (01), La Passe du vent, 2005,  (ISBN 2-84562-081-0).
- La Responsabilité, Paris, Quintette, 2004,  (ISBN 2-86-850-127-3).
- Les Résistances à l’art contemporain, Bruxelles, Labor, 2002,  (ISBN 2-8040-1701-X).
- Dignité, Bruxelles, Luc Pire, 2002, en collaboration avec David DESBONS,  (ISBN 2-87415-108-4).
- L’Art public, un art de vivre la ville, Bruxelles, La Lettre volée, 2001,  (ISBN 2-87317-128-6).
- L’État esthétique, Essai sur l’instrumentalisation de la culture et des arts, Bruxelles, Labor et Castels, 2000, puis reprise pour une seconde édition, Paris, Castels, 2008,  (ISBN 978-2-35795-000-9).
- Philo-Guide, dir., Paris, Quintette, 1999, puis éditions renouvelées 2004, 2005, 2006.
- Bachelard, Paris, Quintette, 1998, (ISBN 2-86-850-078-1).
- L'Art et la règle, Un pas vers l'art contemporain, Paris, Ellipses, 1998.
- La Solidarité, Essai sur une autre culture politique dans un monde postmoderne, Paris, Ellipses, 1997,  (ISBN 2-7298-9745-3).
- L'Enthousiasme, Essai sur le sentiment en politique, Paris, Hatier, 1997, traduction en Grec, en Turc et en Coréen,  (ISBN 2-218-71606-2).
- Introduction à la philosophie politique, Paris, La Découverte, 1996, traduction en Allemand, Brésilien,  (ISBN 2-7071-2583-0).
- Le Matérialisme, Paris, Quintette, 1994,  (ISBN 2-86-850-052-8).
- L'Esprit de la loi, Paris, L’Harmattan, 1994,  (ISBN 2-7384-2158-X).
- Histoire de la philosophie, Paris, La Découverte, 1990,  (ISBN 2-7071-1990-3) traduction en Espagnol, en Portugais et en Roumain.
- L'Individu saisi par l'État, Lien social et volonté chez Hegel, Paris, Le Félin, 1991,  (ISBN 2-86645-086-8).
- Les Archipels de la différence : Deleuze, Derrida, Foucault, Lyotard, Paris, Le Félin, 1990,  (ISBN 2-86645-058-2).
- Le Champ de Bataille postmoderne/néomoderne, Paris, L'Harmattan, 1990,  (ISBN 2-7384-0609-2).
- Le Sujet, Paris, Quintette, 1989.
- L'Histoire, Paris, Quintette, 1988,  (ISBN 2-86850-016-1).